# Lancelot du Lac (película)
Lancelot du Lac es una película dramática de fantasía francesa de 1974 escrita y dirigida por Robert Bresson. Vuelve a contar la historia del amor de Lancelot del Lago y Ginebra mientras Camelot y la Mesa Redonda se desmoronan. Se basa en la leyenda artúrica y los romances medievales, especialmente el ciclo Lanzarote-Grial y las obras de Chrétien de Troyes.
Al igual que en las películas posteriores de Bresson, el reparto estaba compuesto por actores aficionados, varios de los cuales no aparecieron en ninguna otra película. La dirección de Bresson exigió una deliberada falta de emoción en el estilo de actuación y redujo o eliminó los elementos fantásticos de la leyenda del Grial. Si bien gran parte de la producción está estilizada intencionalmente como un "romance" medieval, la película está salpicada de momentos de violencia gráfica.

## Sinopsis
El rey Arturo ha enviado cien caballeros para recuperar el Santo Grial. Arturo queda consternado cuando resulta que la misión fue inútil y que 70 caballeros han muerto en su curso. Entre los que han regresado se encuentra Lancelot, el amante de la reina Ginebra. Está atormentado por la muerte de sus camaradas y dividido entre su deber y su amor por la reina. Quiere poner fin a la aventura, pero Ginebra se niega. Ella insinúa que en lugar de ser asesinados por los enemigos, los caballeros enviados a buscar el Grial se enfrentaron entre sí, siendo Lancelot el principal de ellos. Para empeorar las cosas, muchos caballeros de Camelot desconfían o desprecian abiertamente a Lancelot, quien es visto como un favorito incluso entre la Mesa Redonda, salvo unos pocos, entre ellos Gawain y Lionel, quienes son sus mejores amigos entre los caballeros.
Lancelot, cayendo una vez más en su amor por Ginebra, desea renunciar a un próximo torneo para tener una cita con la reina. Gawain intenta convencerlo de lo contrario, pero fracasa. De camino al torneo, Mordred (quien anteriormente se encontró con el lugar de encuentro secreto de Lancelot y Ginebra y descubrió su bufanda allí y sospecha que Lancelot aprovechara el torneo para ver a la reina) intenta y no logra convencer al rey sobre el asunto. Más tarde, durante el torneo, un extraño caballero que porta un escudo blanco vence a un caballero tras otro. Gawain y Arturo reconocen al caballero como Lancelot, por su caballo y su forma de montar. Lancelot continúa derribando a más caballeros, entre ellos Mordred, antes de irse. Al partir, se tambalea y cae, obviamente herido. Más tarde, la reina abandonada le informa a Gawain que Lancelot ha «desaparecido» y que el caballero del escudo blanco no puede ser él. Lionel (que antes había herido al caballero del escudo blanco) desea defender el honor de Lancelot, pero es detenido por Gawain, quien envía jinetes en busca de Lancelot, sin éxito. Entonces se cree que Lancelot está muerto. Más tarde, Gawain busca a la reina en su lugar de reunión secreto, pero Ginebra se resigna a su amor por Lancelot y se niega a irse.
Gawain se marcha, solo para encontrarse con Arturo acompañado de los caballeros de Mordred, quienes habían avisado a su rey. El rey inmediatamente encarcela a la reina Ginebra en la misma torre donde ella y Lancelot tuvieron sus coqueteos. Más tarde se revela que Lancelot se esconde y se recupera en Escalot, al cuidado de un granjero anciano. Con la ayuda de Lionel y los caballeros leales a Lancelot, libera a la reina y mata a dos caballeros (uno de ellos es Agravain, el hermano de Gawain). Arturo inicia inmediatamente una campaña contra el castillo donde los amantes buscaban refugio. Las batallas resultantes provocan muchas pérdidas y bajas, entre ellas las de Gawain. A pesar de esto y de la muerte de su hermano, no le guarda rencor a su antiguo amigo y cree que aunque él y Arturo intentaron salvar a Ginebra, y sólo Lancelot lo logró. Luego muere a causa de sus heridas.
Ginebra, abrumada por la culpa por la sangre derramada por su amor, obliga a Lanzarote a devolverla a Arturo, a lo que él accede a regañadientes. Más tarde se le informa de la traición de Mordred. Lancelot inmediatamente decide cabalgar contra él, del lado de Arthur. La batalla de Camlann resultante es un baño de sangre en el que nadie sobrevive, incluidos el rey Arturo y Mordred. Lancelot, el último hombre en pie, se tambalea por el campo de batalla. Susurrando el nombre de Ginebra, se desploma, muerto, y lo último que ve es un halcón volando alto.

## Reparto
- Luc Simon como Lancelot del Lago;
- Laura Duke Condominas como la reina Ginebra;
- Humbert Balsan como Gawain;
- Vladimir Antolek-Oresek como el rey Arturo;
- Patrick Bernhard como Mordred;
- Arthur De Montalembert como Lionel;
- Daniel Benoin como el caballero Giflet;
- Sin acreditar: Charles Balsan, Christian Schlumberger, Joseph Patrick Le Quidre, Jean-Paul Leperlier, Marie-Louise Buffet, Marie-Gabrielle Cartron, Antoine Rabaud, Jean-Marie Becar, Guy de Bernis.

## Producción
La película fue rodada desde finales de junio hasta principios de septiembre de 1973 en Noirmoutier-en-l'Île. Fue filmada en una película en color de 35 mm con una relación de aspecto de 1,66:1.

## Lanzamiento
La película fue estrenada en el [Festival Internacional de Cine de Cannes de 1974|Festival de Cine de Cannes de 1974]] en mayo de 1974, seguida de su estreno en cines en Francia el 26 de septiembre de 1974. Tuvo su estreno televisivo mundial en Alemania Occidental el 4 de mayo de 1974.

## Recepción
La película fue bien recibida entre los críticos y actualmente tiene una calificación del 96% en Rotten Tomatoes según 23 reseñas. Fue la elección del segundo lugar de Michael Haneke en la encuesta Sight & Sound de 2002 sobre las mejores películas jamás realizadas. La película ganó el premio Fipresci en el Festival de Cine de Cannes de 1974.
David Lowery cita esta película como una de las inspiraciones detrás de su película de 2021 The Green Knight, la adaptación de la leyenda artúrica, Sir Gawain y el Caballero Verde.